# Dera Gopipur
Dera Gopipur è una suddivisione dell'India, classificata come nagar panchayat, di 4.336 abitanti, situata nel distretto di Kangra, nello stato federato dell'Himachal Pradesh. In base al numero di abitanti la città rientra nella classe VI (meno di 5.000 persone).

## Geografia fisica
La città è situata a 31° 53' 60 N e 76° 13' 0 E e ha un'altitudine di nn m s.l.m..

## Società

### Evoluzione demografica
Al censimento del 2001 la popolazione di Dera Gopipur assommava a 4.336 persone, delle quali 2.250 maschi e 2.086 femmine. I bambini di età inferiore o uguale ai sei anni assommavano a 460, dei quali 240 maschi e 220 femmine. Infine, coloro che erano in grado di saper almeno leggere e scrivere erano 3.430, dei quali 1.850 maschi e 1.580 femmine.